# يو إف سي ليلة القتال: بلايد ضد لويس
يو إف سي ليلة القتال: بلايد ضد لويس (بالإنجليزية: UFC Fight Night: Blaydes vs. Lewis)‏ هو حدث لفنون القتال المختلطة نظمته يو إف سي، أُقيم في 20 فبراير 2021، على يو إف سي أبيكس في إنتربرايز، نيفادا، الولايات المتحدة.